# Palazzo Tanari

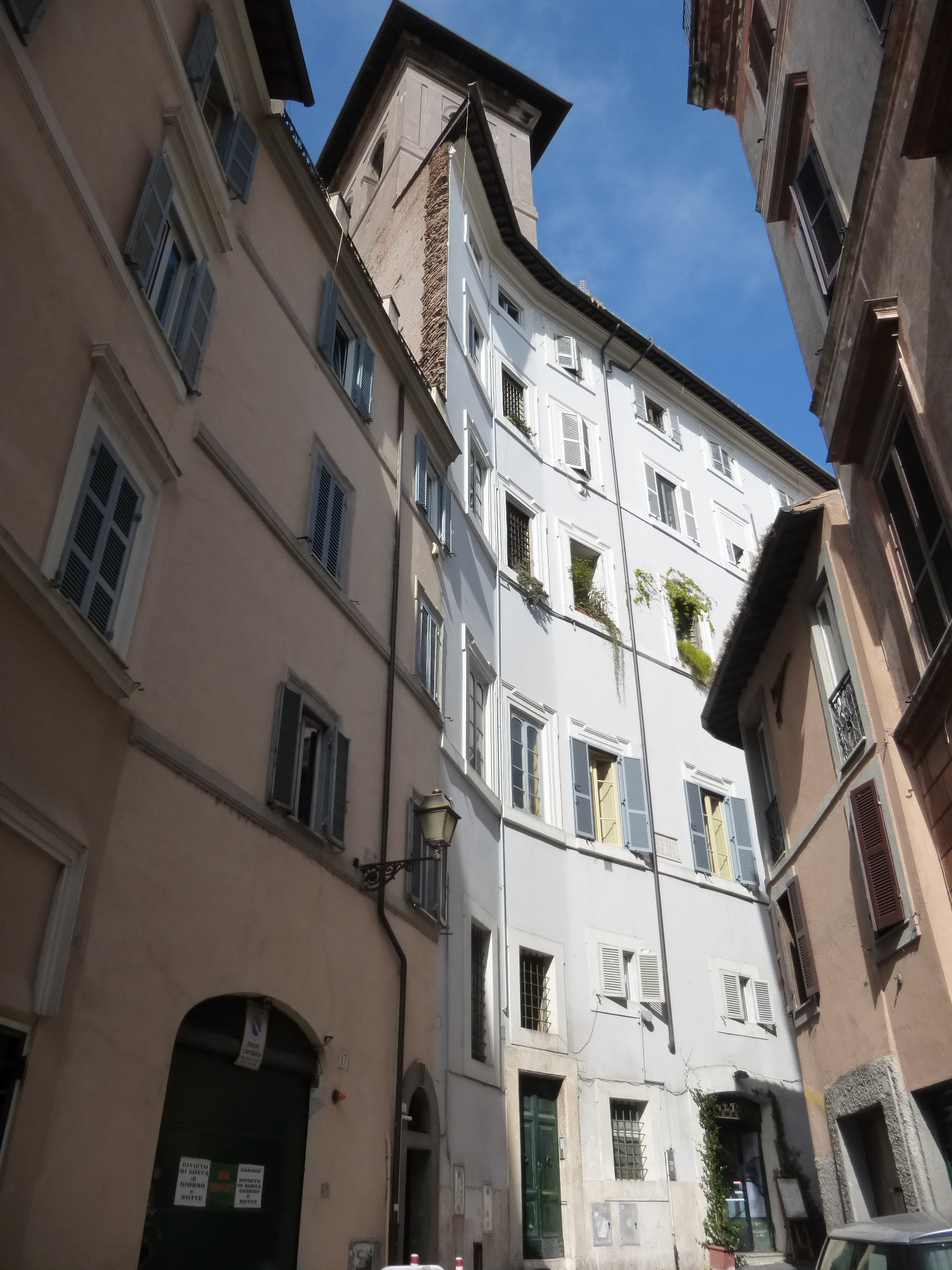
Vista do palácio na Via della Vetrina. No alto, o famoso belvedere logiado.

Palazzo Tanari é um palácio maneirista localizado no número 19/21 da Via della Vetrina, no rione Ponte de Roma, uma estreita viela em formato curvo que determinou a sua curiosa fachada.

## História
Muitas vielas estreitas existem perto da Piazza del Fico e são conhecidas apenas pelos que nelas vivem. Por conta disto, elas mantêm intactos muitos edifícios dos séculos XVI e XVII. Um deles, o Palazzo Tanari, foi construído no século XVII para o cardeal Sebastiano Antonio Tanara (1650-1724), um provável candidato ao papado em 1724 que ficou muito doente durante o conclave, que acabou elegendo o papa Bento XIII; ele foi levado às pressas para sua casa e morreu horas depois. A família Tanara, aparentada dos Orsini, era originária de Treviso e estava presente em Roma desde o século anterior; dela saíram muitos cardeais e conservadores no Capitólio entre o final do século XVII e a metade do século XVIII.
O grande número de janelas visível na fachada indica que o edifício foi rapidamente dividido em pequenos apartamentos para aluguel.

## Descrição
O edifício se apresenta em três pisos e mais dois mezzaninos num projeto muito original que segue o traçado curvo da estreita via e termina no alto com um belvedere em formato de lógia a partir do qual se têm uma bela vista de Roma.
As janelas estão posicionadas sobre cornijas marcapiano e contam apenas com uma moldura simples. É notável uma placa colocada entre duas janelas do piso nobre, bem acima da cornija, cuja inscrição recorda que esta é um "CASAMENTO DI LUIGI ROSSINI LIBERO DA OGNI PESO E CANONE N° IV". Não se sabe com certeza se a inscrição se refere ao fato do artista ravenense Luigi Rossini, que com grande habilidade imortalizou tantos lugares em Roma em suas gravuras, ter vivido neste edifício ou se ele o adquiriu como investimento no século XIX. Pode-se, porém, afirmar que o canto direito do edifício, rusticado do piso térreo até a cornija do primeiro piso, é de tal forma atípico em relação ao resto do edifício que se pode supor que seria parte de um edifício preexistente.